# George Sterling
George Sterling (Sag Harbor, 1 de desembre de 1869 - San Francisco, 17 de novembre de 1926) va ser un poeta nord-americà i dramaturg fincat a Califòrnia.

## Biografia
Sterling va néixer a Sag Harbor, Long Island, estat de Nova York, essent el major de nou germans. El seu pare, George A. Sterling, era un metge que va determinar fer sacerdot un dels seus fills, i George va ser el seleccionat per assistir, durant tres anys, al St. Charles College, a Maryland, on va ser instruït en anglès pel poeta John B. Tabb. La seva mare, Mary Havens, era membre d'una família prominent de Sag Harbor i l'àrea de Shelter Island. El seu germà, Frank C. Havens, l'oncle de Sterling, va anar a San Francisco a finals de segle xix i es va establir com a acabalat advocat i desenvolupador de béns arrels. Sterling finalment el va seguir a l'oest el 1890 i va treballar com a agent comercial a Oakland. Amb la publicació el 1903 del seu poemari, The Testimony of the Sun and Other Poems, es va convertir immediatament en un heroi entre els literats i artistes de l'East Bay, com Joaquin Miller, Jack London, Xavier Martínez, Harry Leon Wilson, Perry H. Newberry, Henry Lafler, Gelett Burgess i James Hopper.
El 1905, Sterling es va mudar 120 milles al sud, a Carmel-by-the-Sea, llavors un paradís costaner sense construir, apartat i poc poblat, i aviat va establir un assentament per a escriptors bohemis d'idees afins i altres joves de la contracultura. Una colònia paral·lela de pintors també s'estava desenvolupant en aquest enclavament. Carmel-by-the-Sea havia estat descobert abans per Charles Warren Stoddard i altres, però Sterling el va fer internacionalment famós. La seva tia política va adquirir una casa per a ell a Carmel Pines on va viure nou anys. A més dels residents de l'àrea de la Badia de San Francisco esmentats, Sterling va aconseguir atreure, com a visitants o residents semipermanents, a l'iconoclasta satíric Ambrose Bierce, a la novel·lista Mary Austin, al fotògraf artístic Arnold Genthe, a l'escriptor Clark Ashton Smith i al poeta Robinson Jeffers.
Quan la polèmica va seguir la publicació de llibre A Wine of Wizardry a la revista Cosmopolitan de setembre de 1907, més joves inquiets van acudir a Carmel-by-the-Sea, com Upton Sinclair i les germanes MacGowan. El que atreia tant l'atenció de la premsa eren les històries (unes exagerades i altres veritats a mitges) de festes nudistes a la platja, sexe lliure (també homosexual), intercanvi de parelles, fumadors d'opi i allaus de suïcidis. El més notori va ser el dolorós i prolongat suïcidi per enverinament de Nora May French, una poeta popular, a la casa de Sterling. Informes sensacionalistes sobre la seva suposada nimfomania i les nombroses visites d'amants masculins just abans de la seva mort, van escandalitzar el públic. El suïcidi de la dona de Sterling amb cianur afegir més combustible a les flames. La correspondència i els diaris personals de Sterling revelen en realitat una comunitat més tranquil·la, tot i que bohèmia Sovint s'oferia voluntari al Carmel 's Forest Teather i una vegada va tenir un paper protagonista en l'obra teatral de Mary Austin The Fire. Apareix descrit en dues novel·les de Jack London: com Russ Brissenden a la autobiogràfica Martin Eden (1909) i com Mark Hall a The Valley of the Moon (1913).

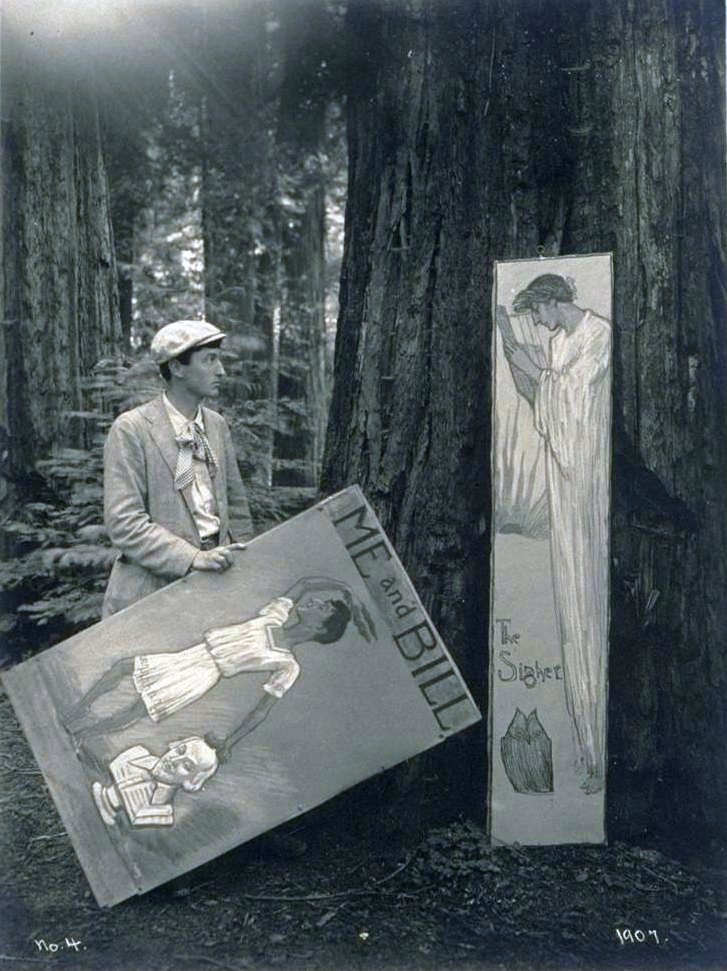
Sterling posant amb caricatures de si mateix al Bohemian Grove el 1907

Joseph Noel (1940) afirmà que el poema de Sterling, A Wine of Wizardry, ha «estat classificat per moltes autoritats com el més important mai escrit per un autor nord-americà». Segons Noel, Sterling va enviar l'esborrany final d'A Wine de Wizardry al crític Ambrose Bierce, qui en va dir que «si pogués trobar-li un defecte, hauria de cridar-li ràpidament l'atenció. .. Em treu l'alè».
Sterling es va unir al Bohemian Club i va actuar en les seves produccions teatrals cada estiu al Bohemian Grove. Per a l'obra principal de 1907, el club va presentar The Triumph of Bohemia, l'obra en vers de Sterling que descriu la batalla entre l'«Esperit de Bohèmia» i Mammó per les ànimes dels llenyataires de bosc (grove). Sterling també va subministrar lletres per als números musicals en les obres del Bohemian Grove de 1918.
Bierce, que va aclamar el poema de Sterling The Testimony of the Suns, en la seva columna «Prattle» al diari de William Randolph Hearst San Francisco Examiner, va aconseguir la publicació d'A Wine of Wizardry en el número de setembre de 1907 de la revista Cosmopolitan, la qual va propiciar a Sterling certa repercussió nacional. En una introducció al poema, Bierce va escriure: «Gairebé no sé com parlar-ne. Cap poema en anglès de la mateixa extensió té tanta imaginació enlluernadora. Ni el propi Spencer va llançar tal profusió de joies en un cofre tan petit».

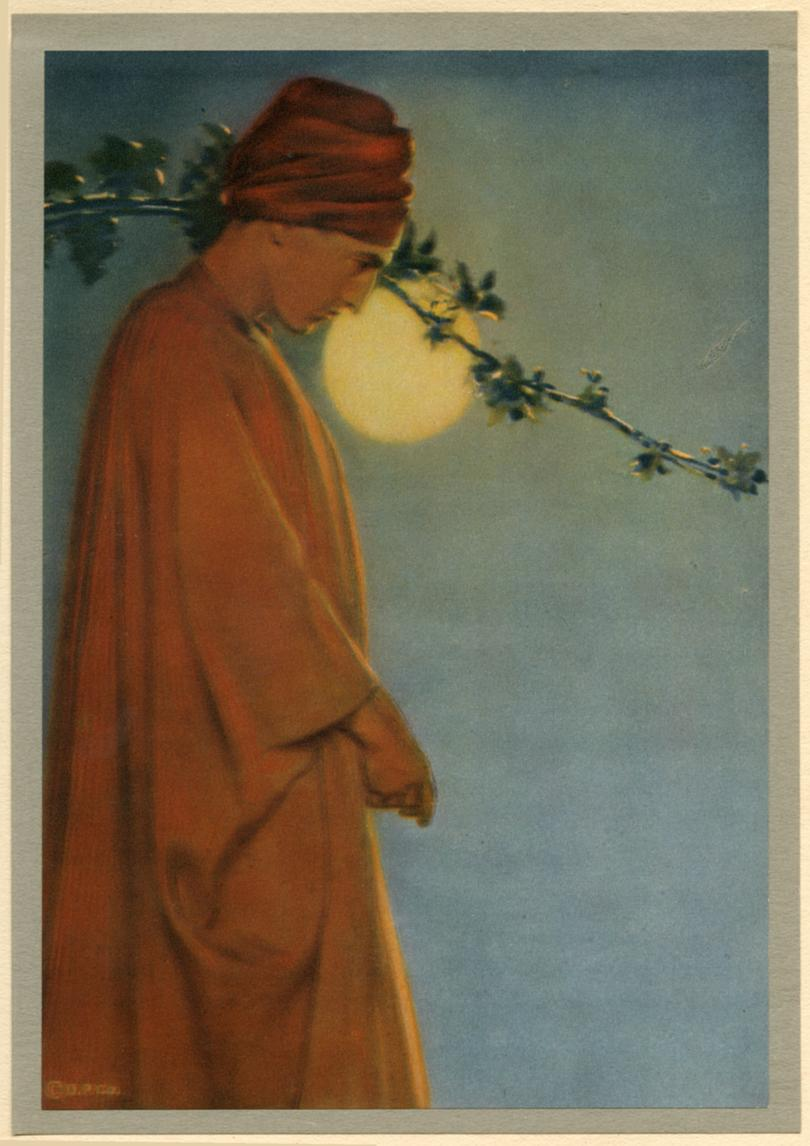
Sterling va posar per a una il·lustració d'Adelaide Hanscom Leeson que va acompanyar una impressió del Rubaiyat d'Omar Khayyam

Sterling va caure en la beguda i la seva dona el va abandonar. Noel, un amic personal, afirma que quan va començar el poema, Sterling «es va convèncer que hi havia un altre món a part del que coneixem. Em va repetir això amb tanta freqüència que es va fer una mica tediós. Dels mitjans que va emprar per aconseguir albirar aquest altre món, no n'estic gaire segur». Va observar que «altres abans de Sterling havien utilitzat narcòtics per a aquesta finalitat» i que «George, el fill d'un metge, sempre havia tingut accés a les drogues que li venien de gust». L'esposa de Sterling va afirmar «que George havia robat gran quantitat d'opi al seu germà Wickham», i es refereix a «l'evidència interna en el poema» en què «Sterling compara el despertar de la imaginació amb un "bronzejat acariciat per roselles florides"».
Tot i mentors tan famosos com Bierce i Ina Coolbrith, i la seva llarga associació i amistat amb Jack London, Sterling mai no va ser famós fora de Califòrnia. La poesia de Sterling és visionària i mística, però també va escriure quartetes vulgars sovint impublicables que van romandre inèdites. El seu estil reflecteix l'encant romàntic de poetes com Percy Bysshe Shelley, John Keats i Edgar Allan Poe, i va proporcionar orientació i ànim al jove Clark Ashton Smith, d'estil similar, en els inicis de la seva carrera.
Sterling va portar un vial de cianur a la butxaca durant molts anys. Quan se li va preguntar sobre això, va contestar «una presó esdevé una casa si tens la clau». Finalment, el novembre de 1926, Sterling el va utilitzar a San Francisco, a la seva cambra del Bohemian Club després de no rebre una visita esperada de H. L. Mencken. Kevin Starr va escriure que «quan el cadàver de George Sterling va ser descobert en la seva habitació al Bohemian Club, l'època daurada del San Francisco bohemi definitivament havia arribat a un final desgraciat». El vers més famós de Sterling està dedicat a la ciutat de San Francisco: the cool, grey city of love!.

## Obra publicada

### Poesia
- The Testimony of the Suns and Other Poems (San Francisco: W. E. Wood, 1903; San Francisco: A. M. Robertson, 1904, 1907; St. Clair Shores, Michigan: Scholarly Press, 1970)
- A Wine of Wizardry and Other Poems (San Francisco: A. M. Robertson, 1909).
- The House of Orchids and Other Poems (San Francisco: A. M. Robertson, 1911).
- Beyond the Breakers and Other Poems (San Francisco: A. M. Robertson, 1914).
- Ode on the Opening of the Panama-Pacific International Exposition (San Francisco: A. M. Robertson, 1915).
- The Evanescent City (San Francisco: A. M. Robertson, 1915).
- The Caged Eagle and Other Poems (San Francisco: A. M. Robertson, 1916).
- Yosemite: An Ode (San Francisco: A. M. Robertson, 1916).
- The Binding of the Beast and Other War Verse (San Francisco: A. M. Robertson, 1917).
- Thirty-Five Sonnets (San Francisco: Book Club of California, 1917).
- To a Girl Dancing (San Francisco: Grabhorn, 1921).
- Sails and Mirage and Other Poems (San Francisco: A. M. Robertson, 1921).
- Selected Poems (Nova York: Henry Holt, 1923; San Francisco: A. M. Robertson, 1923).
- Strange Waters (San Francisco: Paul Elder [?], 1926).
- The Testimony of the Suns, Including Comments, Suggestions, and Annotations by Ambrose Bierce: A Facsmile of the Original Typewritten Manuscript (San Francisco: Book Club of California, 1927).
- Sonnets to Craig, Upton Sinclair, ed. (Long Beach, Calif.: Upton Sinclair, 1928; New York: Albert & Charles Boni, 1928).
- Five Poems ([San Francisco]: Windsor Press, 1928).
- Poems to Vera (Nova York: Oxford University Press, 1938).
- After Sunset, R. H. Barlow, ed. (San Francisco: John Howell, 1939).
- A Wine of Wizardry and Three Other Poems, Dale L. Walker, ed. (Fort Johnson: "a private press," 1964).
- George Sterling: A Centenary Memoir-Anthology, Charles Angoff, ed. (South Brunswick and New York: Poetry Society of America, 1969).
- The Thirst of Satan: Poems of Fantasy and Terror, S. T. Joshi, ed. (Nova York: Hippocampus Press, 2003).
- Complete Poetry, S. T. Joshi and David E. Schultz, eds. (Nova York: Hippocampus Press, 2013).

### Teatre
- The Triumph of Bohemia: A Forest Play (San Francisco: Bohemian Club, 1907).
- with Henry Anderson Lafler: A Masque of the Cities ([Oakland]: [Oakland Commercial Club], 1913).
- with Hugo von Hofmannsthal: The Play of Everyman (San Francisco: A. M. Robertson, 1917; Los Angeles: Primavera Press, 1939).
- Lilith: A Dramatic Poem (San Francisco: A. M. Robertson, 1919; San Francisco: Book Club of California, 1920; Nova York: Macmillan, 1926).
- Rosamund: A Dramatic Poem (San Francisco: A. M. Robertson, 1920).
- Truth (Chicago: Bookfellows, 1923; San Francisco: Bohemian Club, 1926).